# Туліпа
Мануел Жоржі да Сілва Круж (порт. Manuel Jorge da Silva Cruz), більш відомий як просто Туліпа (порт. Tulipa, нар. 16 жовтня 1972, Віла-Нова-де-Гайя) — португальський футболіст, що грав на позиції півзахисника. По завершенні ігрової кар'єри — тренер. З 2019 року тренує молодіжну команду клубу «Порту».
Виступав, зокрема, за клуб «Боавішта», а також національну збірну Португалії.

## Клубна кар'єра
Народився 16 жовтня 1972 року в місті Віла-Нова-де-Гайя. Вихованець «Порту», але ніколи не виступав у складі першої команди. Натомість у дорослому футболі дебютував 1991 року виступами за команду «Ріу-Аве», в якій провів один сезон, взявши участь у 32 матчах другого дивізіону країни.
Згодом з 1992 року грав у складі команд вищого дивізіону країни «Пасуш ді Феррейра», «Салгейруш» та «Белененсеш». Своєю грою за останню команду привернув увагу представників тренерського штабу «Боавішти», до складу якої приєднався 1996 року. Відіграв за клуб з Порту наступний сезон своєї ігрової кар'єри. Більшість часу, проведеного у складі «Боавішти», був основним гравцем команди і допоміг їй виграти Кубок Португалії.
Влітку 1997 року перейшов у іспанську «Саламанку», де став виступати із своїм співвітчизником Паулетою, але заграти не зумів і зігравши лише 7 ігор у Ла Лізі за пів року, на початку 1998 року повернувся на батьківщину, де грав за «Салгейруш», «Марітіму» та «Фаренсе».
У 2000—2002 Туліпа знову виступав у Іспанії, граючи за «Бадахос» у Сегунді, а завершував ігрову кар'єру на батьківщині у командах нижчих дивізіонів «Фелгейраш» та «Вілановенсе», за які виступав протягом 2002—2005 років.

## Виступи за збірні
Виступав у складі юнацької збірної Португалії до 16 років, з якою поїхав на юнацький чемпіонат світу 1989 року, що пройшов у Шотландії, де його команда здобула бронзові нагороди. Сам Туліпа зіграв у 5 матчах і забив 3 голи, в тому числі відзначився дублем у вирішальній грі за 3-тє місце.
1991 року у складі юнацької збірної Португалії до 20 років став переможцем домашнього молодіжного чемпіонату світу, взявши участь у 2 іграх на турнірі.
Протягом 1993—1994 років залучався до складу молодіжної збірної Португалії, з якою став срібним призером молодіжного чемпіонату Європи 1994 року у Франції. Всього на молодіжному рівні зіграв у 8 офіційних матчах.
26 січня 1995 року дебютував в офіційних матчах у складі національної збірної Португалії, вийшовши на заміну замість Антоніу Фольї в кінцівці товариської гри з Канадою (1:1) у Торонто. Загалом протягом кар'єри у національній команді, яка тривала 2 роки, провів у її формі 3 товариські матчі.

## Кар'єра тренера
Розпочав тренерську кар'єру відразу ж по завершенні кар'єри гравця, 2005 року, очоливши тренерський штаб клубу «Оваренсе», де пропрацював з 2005 по 2006 рік, зайнявши передостаннє 17-те місце у другому дивізіоні Португалії і понизившись у класі, після чого покинув клуб і наступний сезон очолював «Рібейран» у третьому дивізіоні країни.
У травні 2007 року підписав річну угоду з клубом «Ешторіл Прая» , закінчивши перший сезон на 7-му місце у другому дивізіоні країни, після чого у липні 2008 року отримав продовження контракт ще на сезон. Однак вже 25 вересня він покинув команду, щоб очолити «Трофенсі», новачка португальської Прімейри. Втім перший досвід роботи з командою вищого дивізіону виявився невдалий — клуб закінчив сезон на останньому місці, по завершенні якого Туліпа покинув команду і тривалий час лишався без роботи.
У березні 2010 року Туліпа очолив клуб другого дивізіону «Шавіш». Йому вдалось сенсаційно вийти до фіналу Кубка Португалії, вперше в історії «Шавіша», в якому команда Туліпи програла «Порту» 1:2, але у чемпіонаті команда стала передостанньою і вилетіла до третього дивізіону.
У лютому 2011 року Туліпа став головним тренером «Спортінга» (Ковільян), з яким за підсумками сезону 2010/11 врятувався від вильоту з другого дивізіону, набравши на одне очко більше, ніж команда, що зайняла місце у зоні вильоту. Втім у наступному сезоні справи стали гіршими і тренер покинув команду у квітні 2012 року, коли команда йшла на останньому місці.
В подальшому Туліпа довго не займався тренерською діяльністю (лише 2015 року недовго був головним тренером клубу третього дивізіону «Рібейран»), поки не був призначений в липні 2019 року тренером молодіжної команди «Порту», діючими чемпіонами Юнацької ліги УЄФА.

## Титули і досягнення
- Чемпіон Європи (U-16): 1989
- Чемпіон світу (U-20): 1991